# Sancia d'Aragona
Sancia d'Aragona (Gaeta, 1478 – Napoli, 1506) è stata una nobile italiana, figlia illegittima del re Alfonso II di Napoli e della sua amante Trogia Gazzella. Sposò Goffredo Borgia, ultimo figlio naturale di papa Alessandro VI e Vannozza Cattanei, divenendo principessa di Squillace e contessa d'Alvito.

## Biografia

### Giovinezza e matrimonio

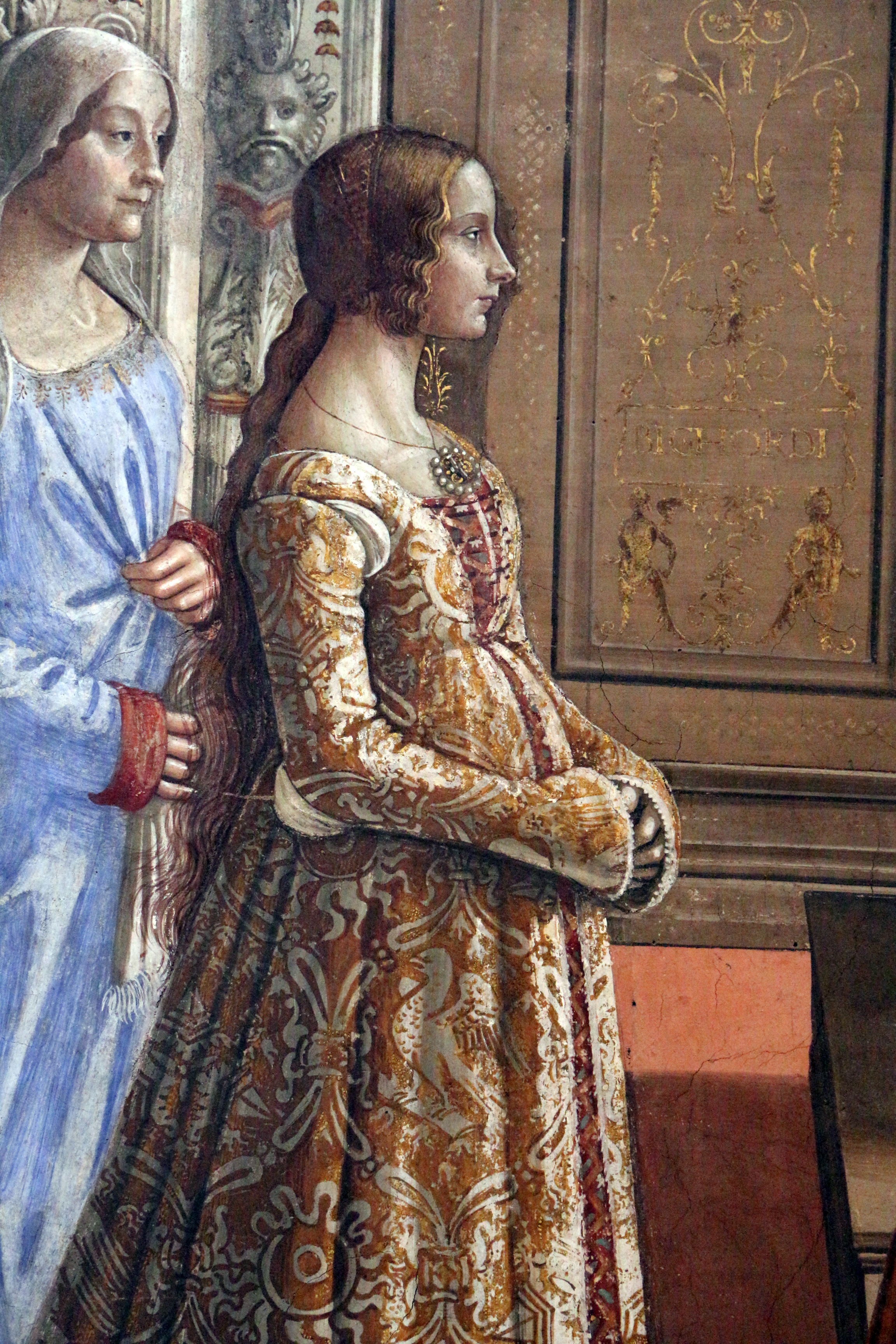
Presunto ritratto di Sancia d'Aragona raffigurato nella Nascita di Maria, Domenico Ghirlandaio, Basilica di Santa Maria Novella, Firenze

Sancia nacque a Gaeta, una piazzaforte marittima dell'Alta Terra di Lavoro, nel Regno di Napoli (attualmente in provincia di Latina), nel 1478, due anni prima del fratello Alfonso d'Aragona.
Nel 1487, a soli nove anni, Sancia venne maritata al nobile napoletano Onorato Caetani, nipote dell'omonimo nonno, fedelissimo di Ferrante I, ma il matrimonio venne sciolto nel 1493, sebbene già consumato, per una questione politica. Temendo infatti l'investitura di Carlo VIII di Francia a prossimo sovrano del Regno di Napoli da parte di papa Alessandro VI, Federico d'Aragona le fece annullare il matrimonio per riproporla appunto in moglie al figlio minore del pontefice, Goffredo Borgia, di poco più piccolo di lei. Il 17 agosto del 1493 furono celebrate le nozze per procura.
Il 7 maggio del 1494, dopo che la delegazione pontificia ebbe incoronato il padre di Sancia come Alfonso II di Napoli, ci fu lo scambio dei doni fra gli sposi. Mentre il giovane Borgia riceveva i titoli di principe di Squillace e di conte di Cariati, Sancia ricevette pietre preziose, collane di perle, broccati di seta, d'oro e velluto. L'11 maggio, il vescovo di Gravina in Puglia celebrò le nozze nella cappella di Castel Nuovo. Dopo il pranzo gli sposi furono messi a letto e vi fu la cerimonia dell'attestata consumazione del matrimonio, a cui parteciparono, come testimoni, il sovrano di Napoli e il cardinale Juan Borgia.
Sancia, ritenuta una bella e sensuale ragazza dal temperemento ardente, ben presto sottomise il giovane marito a sé e così ebbe inizio la sua fama di donna dissoluta. Già nel giugno successivo le nozze, Antonio Guerra, maestro catalano che presiedeva la casa dei principi di Squillace, dovette formulare una dichiarazione giurata assieme a vari testimoni, per negare le voci riguardanti la corte dei principi di Squillace (e in particolare di Sancia e le sue dame giunte al pontefice), affermando che nella «casa dell'Illustrissimo Signor principe di Squillace la condotta delle donne è onesta e c'è tanto ordine, che meglio non si potrebbe e che nella camera della principessa non pratica nessun uomo».

### Vita nella Roma dei Borgia

#### L'arrivo a Roma
I principi di Squillace, stando al volere di papa Borgia, si sarebbero dovuti stabilire a Roma poco dopo le nozze, ma in seguito alla discesa in Italia di Carlo VIII, desideroso d'annettersi militarmente il regno napoletano, e le guerre che naturalmente ne seguirono, la coppia posticipò l'avvenimento. Durante questo periodo turbolento, i coniugi vissero infatti nel loro feudo di Squillace.
Nel 1496 i principi poterono alfine lasciare il regno e trasferirsi nell'Urbe. Il 20 maggio 1496, la principessa Sancia e suo marito Goffredo entrarono nella Città Eterna dalla porta del Laterano, accompagnati dal corteo composto da dame, paggi e ambasciatori del Regno di Spagna, di Napoli, della Repubblica di Venezia, del Ducato di Milano e dell'imperatore Massimiliano I d'Asburgo. Secondo gli ordini del pontefice, la coppia fu accolta da Lucrezia Borgia, contessa di Pesaro, che baciò calorosamente sia il fratello sia la cognata.
Sancia assieme alle dame del suo seguito colpirono favorevolmente per la loro bellezza e sensualità la corte vaticana e il popolo dell'Urbe:
(Sancia descritta all'arrivo alla corte papale, da Giancarlo Scalona suo contemporaneo)

#### Alla corte dei Borgia
A Roma, Sancia divenne molto amica di Lucrezia e, tra l'autunno 1496 e la primavera 1497, divenne amante del cognato Cesare (la notizia sembrerebbe confermata da Marin Sanudo e Burcardo), ed in seguito anche dall'altro fratello Borgia, Giovanni, duca di Gandia, tornato a Roma e che verrà in seguito misteriosamente assassinato il 14 giugno 1497. Su ordine del pontefice, il 7 agosto successivo, Sancia accompagnò il marito alla cerimonia di incoronazione del padre a sovrano del Regno di Napoli a Capua, (il padre non era Federico I, ma Alfonso II morto nel 1495) ad opera di Cesare Borgia. Nella capitale napoletana, Cesare fu colpito dalla sifilide, diffusa largamente nella città dopo l'invasione di Carlo VIII, ma grazie alle cure del medico Gaspare Torella e della stessa principessa di Squillace, superò una manifestazione acuta della malattia.
Successivamente al ritorno allo stato laicale di Cesare, si parlò di un possibile suo matrimonio con Sancia (mentre Goffredo sarebbe stato destinato alla carriera ecclesiastica al posto del fratello maggiore) ma i Borgia miravano ad un'altra principessa del casato degli Aragona di Napoli: Carlotta, figlia legittima del sovrano di Napoli. Nel frattempo, Cesare organizzò il matrimonio di sua sorella Lucrezia con Alfonso d'Aragona, duca di Bisceglie e fratello minore di Sancia.
Le trattative di nozze fra Cesare e Carlotta furono però ostacolate dal padre di lei, che non voleva concedere troppi onori alla famiglia Borgia. Cesare allora sposò la principessa francese Charlotte d'Albret, sorella del re Giovanni III di Navarra, il che fece avvicinare i Borgia agli interessi di Luigi XII di Francia sul Regno di Napoli e sul Ducato di Milano. Questo scambio di alleanze mise in forte agitazione sia Sancia sia suo fratello Alfonso, il quale fuggì da Roma il 2 agosto 1499. Adirato, il papa ordinò a Sancia di tornarsene a Napoli, la quale acconsentì, dopo un iniziale rifiuto, dietro la minaccia di essere «buttata fuori» dalla Santa Sede.
In seguito alla riappacificazione di suo fratello con il pontefice, Sancia tornò a Roma nell'inverno 1499-1500. Intanto, alla corte pontificia, i due fratelli d'Aragona ed i loro rispettivi sposi cercarono di riportare Alessandro VI dalla parte degli aragonesi. Ciò impensierì parecchio Cesare Borgia, essendo la sua ascesa politica e militare strettamente legata ai favori del re di Francia.

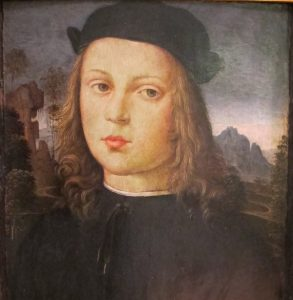
Alfonso d'Aragona, fratello minore di Sancia, ritratto da Pinturicchio.

Il periodo di tranquillità finì il 15 luglio 1500, quando il duca di Bisceglie venne assalito da alcuni sicari, rimanendo gravemente ferito. Sancia e sua cognata Lucrezia si occuparono personalmente delle cure di Alfonso. Il 18 agosto 1500, riferì l'ex tutore di Alfonso, Raffaello Brandolini Lippo, che mentre Sancia e la cognata si trovavano nella camera del duca, Michelotto Corella (fidato luogotenente e sicario di Cesare) fece irruzione e dichiarò il duca di Bisceglie in stato d'arresto, ciò alla presenza oltretutto dello zio di Sancia e del fratello e d'un inviato napoletano. Le donne protestarono per l'accaduto e si recarono dal Papa per avere giustizia, ma nel frattempo il Corella avrebbe strangolato Alfonso, rimasto incautamente solo nel letto. Tornate poi alla stanza del duca, le due ragazze vennero informate della sua sorte dalle guardie poste a sorvegliarne la stanza. Il duca venne seppellito la sera stessa nella basilica di San Pietro e «deposto nella cappella di Nostra Signora delle Febbri», stando a quanto riferisce il Burcardo.

#### Prigionia
In seguito alla morte del fratello e alle nuove nozze di Lucrezia, che lasciò Roma per sposare Alfonso I d'Este, erede del ducato di Ferrara, Sancia rimase in Vaticano con il marito. La convivenza con il pontefice però risultò difficile a causa del carattere ribelle della principessa e per la sua condotta, tanto che il pontefice la fece incarcerare a Castel Sant'Angelo, ciò anche per sottolineare il suo appoggio al sovrano di Francia che stava invadendo il regno di Napoli.
Durante la sua prigionia, iniziata nell'ottobre 1502, la principessa divenne amante per un certo periodo del cardinale Ippolito d'Este, suo cugino.
Nel settembre 1503, dopo la morte del pontefice e l'inizio della decadenza della famiglia Borgia, Sancia fu condotta a Napoli da Prospero Colonna, di cui era amante.

### Gli ultimi anni
A Napoli, Sancia si prese cura del nipote Rodrigo d'Aragona (e degli altri piccoli Borgia) come convenuto con Lucrezia, con cui era rimasta in contatto epistolare. Condusse una vita del tutto indipendente da quella del marito, alloggiando in un proprio palazzo: a nulla valsero gli sforzi di Cesare Borgia, giunto a Napoli per sfuggire alla rappresaglia di papa Giulio II, di riunirla a Goffredo. In questo periodo, ebbe una relazione con Gonzalo Fernández de Córdoba, che nel maggio 1504 arrestò Cesare, facendolo imprigionare in Spagna.
Sancia d'Aragona morì a Napoli nel 1506, a ventisette anni. Dopo la sua morte, Goffredo si risposò con Maria de Mila de Aragon y Villahermosa, mentre suo nipote Rodrigo venne affidato ad un'altra zia, Isabella d'Aragona Sforza, con la quale crebbe alla corte di Bari.

## Sancia d'Aragona nella cultura di massa
- 1981 - È uno dei personaggi della miniserie BBC I Borgia, basata sul romanzo omonimo di Sarah Bradford, venendo interpretata da Eleanor David.
- 2005 - Il personaggio di Sancia d'Aragona è protagonista e narratrice del romanzo di Jeanne Kalogridis, Alla corte dei Borgia.[26]
- 2006 - È uno dei personaggi del film spagnolo Los Borgia, interpretata da Linda Batista.
- 2011 - È uno dei personaggi della serie canadese I Borgia, in cui è interpretata da Emmanuelle Chriqui.
- 2011 - È uno dei personaggi della serie francese I Borgia, in cui è interpretata dall'attrice ceca Eliška Křenková.

## Ascendenza
|                         |   |                          | Genitori                      |  |  | Nonni |  |  | Bisnonni            |  |  | Trisnonni               |  |
|                         |   |                          |                               |  |  |       |  |  | Alfonso V d'Aragona |  |  | Ferdinando I di Aragona |  |
|                         |   |                          |                               |  |  |       |  |  | Alfonso V d'Aragona |  |  | Ferdinando I di Aragona |  |
|                         |   | Eleonora d'Alburquerque  |                               |  |  |       |  |  | Alfonso V d'Aragona |  |  |                         |  |
| Ferdinando I di Napoli  |   |                          |                               |  |  |       |  |  | Alfonso V d'Aragona |  |  |                         |  |
|                         |   | Giraldona Carlino        | Enrico Carlino                |  |  |       |  |  |                     |  |  |                         |  |
|                         |   | Giraldona Carlino        | Enrico Carlino                |  |  |       |  |  |                     |  |  |                         |  |
|                         |   | Giraldona Carlino        | Isabella Carlino              |  |  |       |  |  |                     |  |  |                         |  |
| Alfonso II di Napoli    |   | Giraldona Carlino        |                               |  |  |       |  |  |                     |  |  |                         |  |
|                         |   | Tristano di Chiaromonte  | Bartolomeo de Clermont-Lodève |  |  |       |  |  |                     |  |  |                         |  |
|                         |   | Tristano di Chiaromonte  | Bartolomeo de Clermont-Lodève |  |  |       |  |  |                     |  |  |                         |  |
|                         |   | Tristano di Chiaromonte  | Caterina Orsini               |  |  |       |  |  |                     |  |  |                         |  |
| Isabella di Chiaromonte |   | Tristano di Chiaromonte  |                               |  |  |       |  |  |                     |  |  |                         |  |
|                         |   | Sibilla Orsini Del Balzo | Raimondo Orsini Del Balzo     |  |  |       |  |  |                     |  |  |                         |  |
|                         |   | Sibilla Orsini Del Balzo | Raimondo Orsini Del Balzo     |  |  |       |  |  |                     |  |  |                         |  |
|                         |   | Sibilla Orsini Del Balzo | Maria d'Enghien               |  |  |       |  |  |                     |  |  |                         |  |
| Sancia d'Aragona        |   | Sibilla Orsini Del Balzo |                               |  |  |       |  |  |                     |  |  |                         |  |
|                         | … | …                        |                               |  |  |       |  |  |                     |  |  |                         |  |
|                         | … | …                        |                               |  |  |       |  |  |                     |  |  |                         |  |
|                         | … | …                        |                               |  |  |       |  |  |                     |  |  |                         |  |
| Antonio Gazzella        | … |                          |                               |  |  |       |  |  |                     |  |  |                         |  |
|                         |   | …                        | …                             |  |  |       |  |  |                     |  |  |                         |  |
|                         |   | …                        | …                             |  |  |       |  |  |                     |  |  |                         |  |
|                         |   | …                        | …                             |  |  |       |  |  |                     |  |  |                         |  |
| Trogia Gazzella         |   | …                        |                               |  |  |       |  |  |                     |  |  |                         |  |
|                         |   | Giovanni Antonio Carafa  | Tommaso Carafa                |  |  |       |  |  |                     |  |  |                         |  |
|                         |   | Giovanni Antonio Carafa  | Tommaso Carafa                |  |  |       |  |  |                     |  |  |                         |  |
|                         |   | Giovanni Antonio Carafa  | Sancia d'Aquino               |  |  |       |  |  |                     |  |  |                         |  |
| Orsina Carafa           |   | Giovanni Antonio Carafa  |                               |  |  |       |  |  |                     |  |  |                         |  |
|                         |   | …                        | …                             |  |  |       |  |  |                     |  |  |                         |  |
|                         |   | …                        | …                             |  |  |       |  |  |                     |  |  |                         |  |
|                         |   | …                        | …                             |  |  |       |  |  |                     |  |  |                         |  |
|                         |   | …                        |                               |  |  |       |  |  |                     |  |  |                         |  |